# Benoît Gréan
Benoît Gréan (Strasburgo, 26 luglio 1957) è un poeta e traduttore francese. 

## Biografia
Dopo gli studi classici e di musica (suona il violoncello), all'inizio degli anni Ottanta si è trasferito dalla Francia a New York, per poi stabilirsi dal 1994 tra Roma e Parigi.  
Dopo la pubblicazione di singole poesie (Avril) nel 2000 sulla rivista PO&SIE fondata e diretta da Michel Deguy, Gréan ha esordito in volume con Mai (Atelier de l'agneau, 2001), per poi pubblicare altri undici libri di poesia. Molte delle sue opere sono state tradotte e pubblicate in tedesco, greco, italiano e inglese. Tra il 2011 e il 2012, la casa editrice tedesca Hochroth  lo ha pubblicato bilingue . Nel 2013, il libro Monstres tièdes, tradotto da Massimo Sannelli, viene pubblicato in edizione italiana bilingue (Mostri tiepidi) dalla casa editrice Empirìa, con prefazione di Valerio Magrelli .  Nel 2014, lo stesso Monstres tièdes viene tradotto in greco da Efi Hatziforou (Chliara terata) e pubblicato dalla casa editrice Endymion. 
Particolarmente sensibile alla lezione dei classici, specie degli epigrammatisti greci (Teocrito, Antologia greca) e latini (Catullo, Marziale), affascinato dalla forma-frammento e dalla lirica erotico-passionale (Saffo, Simonide), Gréan nel corso della sua carriera ha sperimentato anche la contaminazione con altre espressioni artistiche, collaborando con artisti contemporanei e musicisti. 
Oltre ad aver partecipato a diversi numeri della rivista Frau und Hund dell'artista tedesco Markus Lüpertz, Gréan ha più volte collaborato con l'artista italiana Luisa Gardini, autrice di una litografia per il libro d'artista 80  e di diversi contributi grafico-pittorici per Mai, Monstres tièdes, corps et riens,  Successions, à, Rideau, Sonnets des satiétés e Petite messe solennelle. La stessa Gardini ha trasformato Monstres tièdes in un proprio libro, WPMT15, pubblicato da Cythère critique nel 2005 (ISBN 978-88-901696-2-5). Frutto della collaborazione tra Gréan e Gardini sono anche un poster edito da Atelier de l'agneau nel 2003 e una serie di segnalibri pubblicati da Ecbolade nel 2004.
Ancora, opere della pittrice francese Caroline Coppey  appaiono in PSA 14 e Extinctions, e Bleu jour si basa sul lavoro della stessa artista. A riprova dell'interesse di Gréan per l'arte visiva, il suo libro à  contiene diverse poesie dedicate all'opera generale di Gardini, Coppey e Giorgio Bevignani   . 
Particolare attenzione la poesia di Gréan ha suscitato e riservato anche nei confronti della musica: compositori quali Michèle Reverdy, Pierre Strauch, Gilles Schuehmacher, Fausto Sebastiani, Amy Clarkson e Mathieu Robert hanno lavorato alla sua poesia, e sul libro corps et riens il compositore Valerio Sannicandro  ha basato il proprio Corps/Riens, eseguito per la prima volta a Kyoto il 13 novembre 2015. 
Oltre che in volume e in libri d'artista, poesie di Gréan sono state pubblicate su varie riviste, nazionali e internazionali, come la già citata PO&SIE,  Poésie 2000, Le Mâche-Laurier, Larevue* , Noniouze, Décharge, Marge 707, Moriturus, Le frisson esthétique, Hapax, L'intranquille in Francia; Calendrier de la poésie francophone e MIDI in Belgio; RBL (Revue de Belles-Lettres) in Svizzera; Exit in Canada; Pagine, Offerta Speciale, BINA, SUD e L'Age d'or in Italia; Nea Hestia in Grecia; Artic, Frau und Hund e hochroth in Germania; Wespennest in Austria; Sentinel Literary Quarterly in Gran Bretagna; The Brooklyn Rail  negli Stati Uniti.
Alla scrittura poetica, Gréan ha sempre affiancato un'attività come traduttore, specialmente dall'italiano, contribuendo a far conoscere in Francia diversi autori italiani, noti e meno noti, come Mariangela Guatteri,  Guido Mazzoni,  Marco Caporali,  Sacha Piersanti,  Alessandro Anil, Stefano Bottero, Antonio Francesco Perozzi, Flaminia Rocca .